# 長除法

的演算過程

長除法也稱為直式除法（英語：Long division），是算术中除法的演算法，可以處理多位數的除法，而且很簡單，可以用紙筆計算。長除法將除法分為許多由減法及乘法組合的步驟。長除法中，被除數會除以除數，得到一個數字，稱為商數。長除法將除法分為許多簡單的步驟，因此可以處理任意長度數字的除法。長除法可以處理整數除法、小數除法、多项式除法，也可以處理有餘數的歐幾里德除法。
長除法的簡化版稱為短除法，若除數只有一位數時，會用短除法代替長除法。倍塊法也是一種處理長除法的作法，比較沒有效率，但比較容易理解。
類似長除法的演算法在西元十二世紀就出現了，不過此種演算法的現代型式是在西元1600年由亨利·布里格斯引進。

## 外部連結
- Long Division Algorithm （页面存档备份，存于）
- Long Division and Euclid's Lemma